# Одаиле (Прахова)
Одаиле (рум. Odăile) насеље је у Румунији у округу Прахова у општини Пукениј Мари. Oпштина се налази на надморској висини од 110 m.

## Становништво
Према подацима из 2002. године у насељу је живело 623 становника, од којих су сви румунске националности.